# Пенроузов троугао
Пенроузов троугао познати још и као Пенроузов трибар је немогућ објекат. Први пут га је скицирао шведски умјетник Оскар Ревтерсвер (Oscar Reutersvärd) 1934. године. Математичар Роџер Пенроуз (Roger Penrose) га је независно конструисао и популаризовао педесетих година 20. вијека, описујући га као „немогуће у свом најчишћем облику“. Често је коришћен облик у радовима умјетника Мориса Есхера.
Трибар је представљен као чврст предмет којег чине три праве пречке квадратног пресјека које су једна према другој наизмјенично повезане под правим углом у тјеменима једног троугла. Овакав спој особина не може постојати ни у једном тродимензионалном предмету у обичном Еуклидском тродимензионалном простору. Ако би се страницом Пенроузовог троугла исцртала линија, добила би се трострука Мебијусова трака.
Могуће је, аналогно Пенроузовом троуглу, конструисати друге сличне полигоне, али визуелни ефекат није тако упечатљив.